# Cyrtopholis palmarum
Cyrtopholis palmarum är en spindelart som beskrevs av Rita Delia Schiapelli och Gerschman 1945. Cyrtopholis palmarum ingår i släktet Cyrtopholis och familjen fågelspindlar. Inga underarter finns listade i Catalogue of Life.